# Martí d'Opava
Martí d'Opava, Martinus Oppaviensis, Martin von Troppau o Martinus Polonus fou un cronista dominic del segle xiii.
Es creu que va néixer a la ciutat d'Opava, a Silèsia (actualment a la República Txeca) i que morí al juny del 1278 a Bolonya durant un viatge de tornada a Roma. Està enterrat a la Basílica de Sant Domènec de Bolonya, prop de la tomba de Sant Domènec de Guzman. Estudià a Praga al monestir dominica de Sant Climent i sobretot desenvolupà les seves activitats a Polònia.
La seva obra Chronicon pontificum et imperatorum (Crònica dels papes i dels emperadors) és especialment reconeguda per la composició de les pàgines. Cada doble pàgina abasta un període de cinquanta anys, amb cinquanta línies per pàgina. Les pàgines de l'esquerra recullen la història del papat, amb una línia per any, i les pàgines de la dreta narren la història dels emperadors de manera que les dues narracions són estrictament paral·leles. Aquesta composició gràfica molt innovadora basat en no fou apreciada pels copistes contemporanis: molts recolliren el text sense respectar la distribució, amb el resultat d'unes cronologies més aviat caòtiques.
La crònica fou molt influent, se'n coneixen uns quatre-cents còpies manuscrites, i es reflecteix a bastament en molts cronistes posteriors, amb diverses traduccions a llengües vernacles. La biblioteca del Monestir d'El Escorial conserva una traducció al català del segle xiv, eixida de la col·lecció del comte-duc d'Olivares.